# 袁偉豪
袁偉豪（英語：Benjamin Yuen Wai Ho，1981年5月11日—），香港男演員、節目主持及歌手，《2007年香港先生選舉》冠軍，現為無綫電視經理人合約及臻世娛樂旗下歌手，曾為邵氏兄弟藝人，出道作品是維他奶「新生代」廣告；妻子是《2016年度香港小姐競選》「友誼小姐」得主兼無綫電視藝人張寶兒。

## 簡歷

### 早年生活
袁偉豪為家中惟一兒子，父親是一名警務人員，幼稚園至小學時期就讀九龍塘約克英文小學暨幼稚園，中學時期就讀新法書院（太子分校）；中三時曾經重讀1年。重讀中三期間由胞妹提名參加1997年「Yes!校花校草選舉」，當選校草後雖仍繼續學業，但被當時的女友慫恿，開始參與人體素描模特兒和電影拍攝工作。其踏入演藝界的契機來自一位親戚於力圖唱片任職，在穿針引線下令袁偉豪與公司的藝人管理部簽約成為藝人。他曾參演《烈火戰車2極速傳說》、《賭俠1999》、《無間道》系列等高票房作品。之後由於演出機會漸少，他亦曾當過送貨員，而參加《2007年度香港先生》時正任職高級私人教練。

### 演藝發展
2007年8月11日，袁偉豪在《香港先生選舉》中奪得冠軍。由於他於1998年曾演出維他奶廣告和簽約力圖唱片，故於參選香港先生時一直被報刊傳媒稱呼為「維他奶仔」。他在當選後一直以拍攝電視劇為主，但多以閒角或配角身份出場，至2012年角色戲份開始增多。他在2013年於《TVB 马来西亚星光荟萃颁奖典礼2013》奪得「TVB最具潛質男藝員」獎和憑《On Call 36小時II》入圍「最喜愛TVB男配角」最後五強，並首度獲提名《萬千星輝頒獎典禮2013》「飛躍進步男藝員」；2015年於《萬千星輝頒獎典禮2015》再度獲提名「飛躍進步男藝員」和憑劇集《拆局專家》首度獲提名「最受歡迎電視男角色」。
2016年8月，袁偉豪在無綫電視劇集《城寨英雄》中飾演「段迎風（牙佬）」一角，演出備受好評。他憑此劇在《萬千星輝頒獎典禮2016》奪得「最受歡迎電視男角色」獎及首度入圍「最佳男主角」最後五強；並在《星和無綫電視大獎2016》獲得「我最愛TVB男角色」獎及「我最愛TVB熒幕情侶」獎；以及在《TVB 馬來西亞星光薈萃頒獎典禮2016》獲得「最喜愛TVB電視角色」獎。
2018年7月，袁偉豪於香港書展自資推出個人影集《Benontheroad》，並在同年《萬千星輝賀台慶》中憑劇集《棟仁的時光》獲得「馬來西亞最喜愛TVB男主角」和「新加坡最喜愛TVB男主角」兩個獎項，與黃智雯一起奪得兩地視帝及視。同年，他憑劇集《三個女人一個「因」》入圍《觀眾在民間電視大奬2018》「民選最佳男主角」，最終得票第三名。2019年，他主演無綫電視及企鵝影視聯合拍攝的劇集《鐵探》，飾演患有創傷後遺症的警察「尚垶（垶Sir）」一角，角色最後罹癌逝世，適逢拍攝期間當差的父親亦因鼻咽癌離世。
他憑此劇在《萬千星輝頒獎典禮2019》再度入圍「最佳男主角」最後五強。
2020年10月，袁偉豪為了一圓多年夢想，與臻世娱樂簽約成為旗下唱作歌手，並推出首支派台歌《你與你的另一半》，由自己作曲和張寶兒填詞；2021年1月與周柏豪憑《兩個小生去Camping》一同奪得「最佳節目主持」獎，並獲得《2020年度勁歌金曲頒獎典禮》「最受歡迎新人獎」。
另外，袁偉豪近年為無綫電視監製林志華、文偉鴻及潘嘉德等的常用演員。

### 圈中好友
袁偉豪因同樣熱愛長跑運動而與好友陳山聰、謝東閔、胡諾言、胡定欣、胡蓓蔚、姚子羚、李施嬅及黃智雯一同組成「Crazy Runner」。

## 感情生活
袁偉豪於2010年與馬沛詩合作舞台劇《我不要被你記住》後相戀，拍拖年半後分手，2013年一度復合，當時曾公開表示要儲錢結婚，但最後仍是分手。不久，他再跟《2012年度香港小姐競選》「最上鏡小姐」岑杏賢交往，並曾揚言視對方為結婚對象，惟於2016年11月20日透過新浪微博宣布分手。2017年7月，他因與《2016年度香港小姐競選》「友誼小姐」張寶兒合作，拍攝真人秀節目《打工捱世界II》而互生情愫，隨後8月公開承認對方為其女友。
2020年4月，兩人聯名斥資6568.3萬元購入清水灣傲瀧一個花園複式單位作婚後居所；同年9月17日，他透過社交網站公開宣布，已於2019年9月17日在多倫多求婚成功，其後直至2020年11月24日則在婚後居所低調簽紙結婚。

## 演出作品

### 電視劇
| 首播           | 劇名                     | 角色                                                           |
| 無綫電視       |                          |                                                                |
| 2008年         | 法證先鋒II               | 吉家浩（Eric）                                                 |
| 2008年         | 尖子攻略                 | 連長勝                                                         |
| 2009年         | 桌球天王                 | Jimmy                                                          |
| 2009年         | 古靈精探B                | 唐啟發                                                         |
| 2010年         | 五味人生                 | 阿伯拉罕（Abraham）                                            |
| 2010年         | 情人眼裏高一D            | 參賽者                                                         |
| 2010年         | 老公萬歲                 | 模特兒                                                         |
| 2010年         | 搜下留情                 | 周偉棠                                                         |
| 2010年         | 掌上明珠                 | 彭駿才                                                         |
| 2010年         | 讀心神探                 | 盧文健                                                         |
| 2011年         | 魚躍在花見               | 年紀細                                                         |
| 2011年         | 洪武三十二               | 李景隆                                                         |
| 2011年         | 點解阿Sir係阿Sir         | 關 Sir                                                         |
| 2011年         | 花花世界花家姐           | 陳步禮                                                         |
| 2011年         | 團圓                     | Vincent                                                        |
| 2011年         | 真相                     | David                                                          |
| 2011年         | 紫禁驚雷                 | 穆峰                                                           |
| 2011年         | 九江十二坊               | 徐老闆                                                         |
| 2011年         | 結·分@謊情式             | 高青雲（Alvin）                                                |
| 2011年         | 荃加福祿壽探案           | 唐十三                                                         |
| 2012年         | On Call 36小時           | 劉炳燦（Benjamin）                                             |
| 2012年         | 拳王                     | 黎英                                                           |
| 2012年         | 飛虎                     | 謝家星                                                         |
| 2012年         | 天梯                     | 賀世亮                                                         |
| 2012年         | 雷霆掃毒                 | 謝家星                                                         |
| 2013年         | 戀愛星求人               | Kelvin                                                         |
| 2013年         | 好心作怪                 | 丁俊平（Martin）                                               |
| 2013年         | 師父·明白了              | 年青樂無涯                                                     |
| 2013年         | 情逆三世緣               | 展昭 / 展超仁                                                  |
| 2013年         | On Call 36小時II         | 劉炳燦（Benjamin）                                             |
| 2013年         | My盛Lady                 | 青年才俊                                                       |
| 2014年         | 載得有情人               | 饒毅忠（Jason）                                                |
| 2014年         | 飛虎II                   | 謝家星                                                         |
| 2014年         | 宦海奇官                 | 方貴祥                                                         |
| 2015年         | 拆局專家                 | 麥行直（石頭）                                                 |
| 2016年         | 鐵馬戰車                 | 施馬（施馬 Sir）                                               |
| 2016年         | EU超時任務               | 郭尚正                                                         |
| 2016年         | 城寨英雄                 | 段迎風（牙佬）／ 段通天                                        |
| 2016年         | 流氓皇帝                 | 朱祥勳                                                         |
| 2017年         | 使徒行者2                | 徐天堂（天堂哥）                                               |
| 2018年         | 三個女人一個「因」       | 利東佳（Kai）                                                  |
| 2018年         | 棟仁的時光               | 曾棟仁                                                         |
| 2018年         | 再創世紀                 | 方澤雨（Walter）                                               |
| 2019年         | 鐵探                     | 尚垶（垶 Sir）                                                 |
| 2020年         | 使徒行者3                | 徐天堂（天堂哥）                                               |
| 2021年         | 刑偵日記                 | 韋睿傑（Dr. Wai）                                              |
| 2021年         | 把關者們                 | 海鋒（鋒 Sir）                                                 |
| 2022年         | 廉政行動2022             | 唐偉聰（唐 Sir）                                               |
| 2022年         | 法證先鋒V                | 井浩然（井 Sir）                                               |
| 2024年         | 旁觀者                   | 辣哥（客串演出）                                               |
| 2024年         | 反黑英雄                 | 陳祖耀（祖哥）                                                 |
| 2024年         | 法證先鋒VI：倖存者的救贖 | 井浩然（井Sir）                                                |
| 2025年         | 刑偵12                   | 陳祖耀（客串演出）                                             |
| 香港電台電視部 |                          |                                                                |
| 1999年         | 完全学生手册             | 阿 Sam（單元《死心塌地》）                                     |
| 2001年         | Y2K+01                   | 老野                                                           |
| 2003年         | 執法群英II               | 警員（單元《重案行動（上）- 鎗戰》、《重案行動（下）- 折箭》） |

### 電視節目
| 首播     | 節目名                                    | 備註                                         |
| 無綫電視 |                                           |                                              |
| 2007年   | 2007年度香港先生選舉                      | 參賽者（冠軍）                               |
| 2007年   | 舞動奇跡                                  | 參賽者                                       |
| 2008年   | 東華愛心慶歡騰                            | 演出                                         |
| 2009年   | 智激校園                                  | 參賽者                                       |
| 2012年   | 小島怡情                                  | 與許亦妮主持                                 |
| 2012年   | 玩轉三周1/2                               | 《特別貢獻大獎》（《玩轉金曲頒獎典禮》環節） |
| 2012年   | 玩轉三周1/2                               | 道具師（《十月圍電視城》環節）               |
| 2013年   | 星夢傳奇                                  | 參賽者                                       |
| 2014年   | 星級健康（星級健康2）                     | 主持（第6集）                                |
| 2014年   | 區區有鬼故                                | 單元男主角（第3集）                          |
| 2016年   | 星級打工時代（星級健康3之星夢成真）       | 主持（第4集）                                |
| 2016年   | 反斗紅星冇暑假－打工捱世界                | 與楊明主持                                   |
| 2017年   | 星級超常任務（星級健康4之Go Green碳世界） | 主持（第1、4、7集）                          |
| 2017年   | 打工捱世界II                              | 與楊明主持                                   |
| 2018年   | TVB 50+1再出發節目巡禮2019                | 演出                                         |
| 2019年   | 打工捱世界III                             | 與楊明主持                                   |
| 2020年   | 疫境自強                                  | 與 Crazy Runner 演出                         |
| 2020年   | 兩個小生去Camping                         | 與周柏豪主持                                 |
| 2020年   | Do姐有問題（第四輯）                      | 截圖目標人物（第27集）                       |
| 2022年   | 仁濟心                                    |                                              |
| 2022年   | 豪遊咖啡                                  | 主持                                         |
| 2023年   | 同屋企人去旅行                            | 主持                                         |
| 2023年   | 歐洲鐵騎遊                                | 主持                                         |
| 2024年   | 學神爸媽Getsetgo                          | 主持                                         |
| 2024年   | 剪裁魔法師                                | 主持                                         |
| 有線電視 |                                           |                                              |
| 2001年   | YMC人We Wet Web                           | 主持（YMC台）                                |

### 電影
| 首映   | 電影名                                       | 角色           |
| 1998年 | 新古惑仔之少年激鬥篇                         | 包達明（巢皮） |
| 1999年 | 烈火戰車2極速傳說                            | 大頭文         |
| 1999年 | 賭俠1999                                     | Jack           |
| 1999年 | 薄餅速遞                                     | 佘仔           |
| 1999年 | 鬼咁過癮                                     |                |
| 1999年 | 還我情心                                     |                |
| 1999年 | 中華英雄                                     | 水賀           |
| 1999年 | 死蠢，新家法                                 |                |
| 1999年 | 鬼片王之再現凶榜                             | Nokia          |
| 1999年 | 串燒三兄弟                                   |                |
| 2000年 | 好兄吾兄                                     |                |
| 2000年 | 猛鬼女社工                                   |                |
| 2000年 | 香港處男                                     | 阿澤           |
| 2000年 | 偷吻                                         | Ben            |
| 2001年 | 不死情謎                                     | 樂隊成員       |
| 2001年 | 拳神                                         | 山之光朋友     |
| 2002年 | 一蚊雞保鑣                                   | 收數人士       |
| 2002年 | 無間道                                       | 重案組探員     |
| 2003年 | 無間道III終極無間                            | 情報科探員     |
| 2004年 | 爆裂都市                                     | Glen 手下      |
| 2004年 | 重案黐孖GUN                                  | 信仔           |
| 2005年 | 後備甜心                                     | Jill 朋友      |
| 2007年 | 校墓處                                       | 阿文           |
| 2009年 | Laughing Gor之變節                           | 探員           |
| 2010年 | 翡翠明珠                                     | 何公子         |
| 2010年 | 72家租客                                     | 石堅店售貨員   |
| 2011年 | 我愛香港開心萬歲                             | 穿古裝的人     |
| 2018年 | 愛情比心機（時代廣場微電影）                 | 男朋友         |
| 2019年 | 使徒行者2：諜影行動                          | John           |
| 2019年 | 買女人嘢，男人可以講咩嘢？（時代廣場微電影） | 同事           |

### 舞台劇
| 首演                                              | 劇名                   | 角色   |
| 2010年3月 （上環文娛中心） 2010年9月 （葵青劇院） | 我不要被你記住         | Ben    |
| 2012年8月 （香港文化中心）                        | 失身1234 My First Time |        |
| 2020年1月 （香港演藝學院歌劇院）                  | 今晚打老虎             | 周文賓 |

### 配音
| 首映   | 作品名稱         | 配演角色                        | 角色演員    | 備註                          |
| 2022年 | 蜘蛛俠：不戰無歸 | 彼得·柏加（蜘蛛俠）（彼得三號） | 安德魯·嘉菲 | TVB《好聲好戲》第二屆畢業作品 |

## 音樂作品

### 歌曲
- 2020年：《你與你的另一半》[41]
- 2022年：《獅子山下同心抗疫》（與群星合唱）、《馬路英雄》
- 2023年：《御林軍之壽辰》、《平常心》

### 派台歌曲成績
| 派台歌曲成績（四台）         | 派台歌曲成績（四台） | 派台歌曲成績（四台） | 派台歌曲成績（四台） | 派台歌曲成績（四台） | 派台歌曲成績（四台） | 派台歌曲成績（四台） | 派台歌曲成績（四台）                                        |      |
| ---------------------------- | -------------------- | -------------------- | -------------------- | -------------------- | -------------------- | -------------------- | ----------------------------------------------------------- | ---- |
| 唱片                         | 歌曲                 | 903                  | RTHK                 | 997                  | TVB                  | 備註                 | 備註                                                        |      |
| 2020年                       |                      |                      |                      |                      |                      |                      |                                                             |      |
|                              | 你與你的另一半       | -                    | -                    | 5                    | -                    | 出道作品             | 出道作品                                                    |      |
| 派台歌曲成績（五台）         |                      |                      |                      |                      |                      |                      |                                                             |      |
| 唱片                         | 歌曲                 | 903                  | RTHK                 | 997                  | TVB                  | ViuTV                | 備註                                                        | 備註 |
| 2022年                       |                      |                      |                      |                      |                      |                      |                                                             |      |
|                              | 馬路英雄             | -                    | -                    | -                    | -                    | ×                    |                                                             |      |
| 經典·傳承 無綫電視55周年大碟 | 上海灘               | -                    | -                    | -                    | -                    | ×                    | 與譚俊彥、陳山聰、冼靖峰、張馳豪、黃奕斌合唱 翻唱葉麗儀作品 |      |
| 2023年                       |                      |                      |                      |                      |                      |                      |                                                             |      |
|                              | 御林軍之壽辰         | -                    | -                    | -                    | -                    | ×                    | 加拿大至 HIT 中文歌曲排行榜：8                              |      |
|                              | 平常心               | -                    | -                    | -                    | -                    | ×                    |                                                             |      |

| 各台冠軍歌總數 | 各台冠軍歌總數 | 各台冠軍歌總數 | 各台冠軍歌總數 | 各台冠軍歌總數 | 各台冠軍歌總數    | 各台冠軍歌總數    | 各台冠軍歌總數 |
| -------------- | -------------- | -------------- | -------------- | -------------- | ----------------- | ----------------- | -------------- |
| 四台a          | 903            | RTHK           | 997            | TVB            | 備註              | 備註              | 備註           |
| 四台a          | 0              | 0              | 0              | 0              | 四台冠軍歌總數：0 | 四台冠軍歌總數：0 |                |
| 五台b          | 903            | RTHK           | 997            | TVB            | ViuTV             | 備註              |                |
| 五台b          | 0              | 0              | 0              | 0              | 0                 | 五台冠軍歌總數：0 |                |

- （*）上榜中
- （-）未能上榜
- （×）沒有派往該台

### 其他
- 2021年8月15日，聲夢傳奇15位學員演唱會（第四場）

## 獎項及提名

### 萬千星輝頒獎典禮
| 年份   | 獎項                    | 作品                                                                          | 角色   | 結果                     |
| 2013年 | 飛躍進步男藝員          | 《好心作怪》 《師父·明白了》 《情逆三世緣》 《On Call 36小時II》 《My盛Lady》 | 不適用 | 提名                     |
| 2015年 | 最受歡迎電視男角色      | 《拆局專家》                                                                  | 麥行直 | 提名                     |
| 2015年 | 飛躍進步男藝員          | 《宦海奇官》 《拆局專家》                                                     | 不適用 | 提名                     |
| 2016年 | 最佳男主角              | 《城寨英雄》                                                                  | 段迎風 | 最後五強                 |
| 2016年 | 最受歡迎電視男角色      | 《城寨英雄》                                                                  | 段迎風 | 獲獎                     |
| 2016年 | 最受歡迎劇集搭檔        | 《城寨英雄》                                                                  | 不適用 | 提名（與陳展鵬）         |
| 2017年 | 最佳男主角              | 《使徒行者2》                                                                 | 徐天堂 | 提名                     |
| 2017年 | 最受歡迎電視男角色      | 《使徒行者2》                                                                 | 徐天堂 | 最後五強                 |
| 2017年 | 最受歡迎電視拍檔        | 《使徒行者2》                                                                 | 不適用 | 提名（與周柏豪、黃翠如） |
| 2017年 | 最受歡迎電視拍檔        | 《打工捱世界II》                                                              | 不適用 | 提名（與楊明）           |
| 2018年 | 馬來西亞最喜愛TVB男主角 | 《棟仁的時光》                                                                | 曾棟仁 | 獲獎                     |
| 2018年 | 新加坡最喜愛TVB男主角   | 《棟仁的時光》                                                                | 曾棟仁 | 獲獎                     |
| 2018年 | 最受歡迎電視男角色      | 《棟仁的時光》                                                                | 曾棟仁 | 提名                     |
| 2018年 | 最佳男主角              | 《再創世紀》                                                                  | 方澤雨 | 最後五強                 |
| 2018年 | 最受歡迎電視拍檔        | 《再創世紀》                                                                  | 不適用 | 提名（與周柏豪、鄧佩儀） |
| 2019年 | 最佳男主角              | 《鐵探》                                                                      | 尚垶   | 最後五強                 |
| 2019年 | 最受歡迎電視男角色      | 《鐵探》                                                                      | 尚垶   | 提名                     |
| 2019年 | 最受歡迎電視拍檔        | 《鐵探》                                                                      | 不適用 | 提名（與梁競徽）         |
| 2019年 | 最受歡迎電視拍檔        | 《打工捱世界III》                                                             | 不適用 | 提名（與楊明）           |
| 2020年 | 最佳男主角              | 《使徒行者3》                                                                 | 徐天堂 | 提名                     |
| 2020年 | 最受歡迎電視男角色      | 《使徒行者3》                                                                 | 徐天堂 | 提名                     |
| 2020年 | 馬來西亞最喜愛TVB男主角 | 《使徒行者3》                                                                 | 徐天堂 | 提名                     |
| 2020年 | 最受歡迎電視拍檔        | 《兩個小生去Camping》                                                         | 不適用 | 提名（與周柏豪）         |
| 2020年 | 最佳節目主持            | 《兩個小生去Camping》                                                         | 不適用 | 獲獎（與周柏豪）         |
| 2021年 | 最佳男主角              | 《刑偵日記》                                                                  | 韋睿傑 | 提名                     |
| 2021年 | 最佳男主角              | 《把關者們》                                                                  | 海鋒   | 提名                     |
| 2021年 | 最受歡迎電視男角色      | 《刑偵日記》                                                                  | 韋睿傑 | 提名                     |
| 2021年 | 最受歡迎電視男角色      | 《把關者們》                                                                  | 海鋒   | 提名                     |
| 2021年 | 最受歡迎電視拍檔        | 《刑偵日記》                                                                  | 不適用 | 提名（與王浩信）         |
| 2021年 | 最受歡迎電視拍檔        | 《把關者們》                                                                  | 不適用 | 提名（與黃智雯）         |
| 2021年 | 馬來西亞最喜愛TVB男主角 | 《刑偵日記》                                                                  | 韋睿傑 | 提名                     |
| 2021年 | 馬來西亞最喜愛TVB男主角 | 《把關者們》                                                                  | 海鋒   | 提名                     |
| 2022年 | 最佳男主角              | 《廉政行動2022》                                                              | 唐偉聰 | 提名                     |
| 2022年 | 最佳男主角              | 《法證先鋒V》                                                                 | 井浩然 | 提名                     |
| 2022年 | 最受歡迎電視男角色      | 《廉政行動2022》                                                              | 唐偉聰 | 提名                     |
| 2022年 | 最受歡迎電視男角色      | 《法證先鋒V》                                                                 | 井浩然 | 最後十強                 |
| 2022年 | 最受歡迎電視拍檔        | 《法證先鋒V》                                                                 | 不適用 | 提名（與蔡思貝）         |
| 2022年 | 馬來西亞最喜愛TVB男主角 | 《廉政行動2022》                                                              | 唐偉聰 | 提名                     |
| 2022年 | 馬來西亞最喜愛TVB男主角 | 《法證先鋒V》                                                                 | 井浩然 | 提名                     |

### TVB 馬來西亞星光薈萃頒獎典禮
| 年份   | 獎項              | 劇集 / 作品                                      | 角色   | 結果                     |
| 2013年 | 最喜愛TVB男配角   | 《On Call 36小時II》                             | 劉炳燦 | 最後五強                 |
| 2013年 | TVB最具潛質男藝員 | 《好心作怪》 《情逆三世緣》 《On Call 36小時II》 | 不適用 | 獲獎                     |
| 2014年 | 最喜愛TVB電視角色 | 《飛虎II》                                       | 謝家星 | 提名                     |
| 2015年 | 最喜愛TVB男配角   | 《拆局專家》                                     | 麥行直 | 獲獎                     |
| 2015年 | 最喜愛TVB電視角色 | 《拆局專家》                                     | 麥行直 | 獲獎                     |
| 2016年 | 最喜愛TVB男主角   | 《城寨英雄》                                     | 段迎風 | 最後五強                 |
| 2016年 | 最喜愛TVB電視角色 | 《城寨英雄》                                     | 段迎風 | 獲獎                     |
| 2016年 | 最喜愛TVB熒幕情侶 | 《城寨英雄》                                     | 不適用 | 最後三強（與王君馨）     |
| 2016年 | 最喜愛TVB熒幕情侶 | 《鐵馬戰車》                                     | 不適用 | 提名（與唐詩詠）         |
| 2016年 | 最喜愛TVB節目主持 | 《反斗紅星冇暑假 打工捱世界》                    | 不適用 | 獲獎（與楊明）           |
| 2017年 | 最喜愛TVB男主角   | 《使徒行者2》                                    | 徐天堂 | 提名                     |
| 2017年 | 最喜愛TVB電視角色 | 《使徒行者2》                                    | 徐天堂 | 獲獎                     |
| 2017年 | 最喜愛TVB熒幕情侶 | 《使徒行者2》                                    | 不適用 | 提名（與周柏豪、黃翠如） |
| 2017年 | 最喜愛TVB節目主持 | 《打工捱世界II》                                 | 不適用 | 最後五強（與楊明）       |

### 星和無綫電視大獎
| 年份   | 獎項                    | 劇集 / 作品      | 角色   | 結果             |
| 2015年 | 我最愛TVB男配角         | 《拆局專家》     | 麥行直 | 提名             |
| 2016年 | 我最愛TVB男主角         | 《城寨英雄》     | 段迎風 | 提名             |
| 2016年 | 我最愛TVB電視男角色     | 《城寨英雄》     | 段迎風 | 獲獎             |
| 2016年 | 我最愛TVB熒幕情侶       | 《城寨英雄》     | 不適用 | 獲獎（與王君馨） |
| 2016年 | 我最愛TVB熒幕情侶       | 《鐵馬戰車》     | 不適用 | 提名（與唐詩詠） |
| 2017年 | 我最愛TVB男主角         | 《使徒行者2》    | 徐天堂 | 提名             |
| 2017年 | 我最愛TVB電視男角色     | 《使徒行者2》    | 徐天堂 | 獲獎             |
| 2017年 | 我最愛TVB綜藝節目主持人 | 《打工捱世界II》 | 不適用 | 提名（與楊明）   |

### 微博之星
| 年份   | 獎項                 | 劇集 / 作品            | 角色   | 結果                     |
| 2016年 | 微博給力電視劇男角色 | 《城寨英雄》           | 段迎風 | 最後五強                 |
| 2016年 | 微博給力熒幕情侶     | 《鐵馬戰車》           | 不適用 | 最後五強（與唐詩詠）     |
| 2017年 | 微博給力電視劇男角色 | 《使徒行者2》          | 徐天堂 | 提名                     |
| 2017年 | 微博最佳互動拍檔     | 《使徒行者2》          | 不適用 | 提名（與周柏豪、黃翠如） |
| 2018年 | 微博人氣電視劇男主角 | 《棟仁的時光》         | 曾棟仁 | 提名                     |
| 2018年 | 微博人氣電視劇拍檔   | 《三個女人一個「因」》 | 不適用 | 最後五強（與黃智雯）     |

### 觀眾在民間電視大奬
| 年份   | 獎項             | 劇集 / 作品            | 角色   | 結果                   |
| 2016年 | 民選飛躍男藝員   | 《城寨英雄》           | 段迎風 | 得票第二名             |
| 2018年 | 民選最佳男主角   | 《三個女人一個「因」》 | 利東佳 | 得票第三名             |
| 2018年 | 民選最佳戲劇拍檔 | 《三個女人一個「因」》 | 不適用 | 得票第三名（與黃智雯） |
| 2021年 | 民選最佳男主角   | 《刑偵日記》           | 韋睿傑 | 提名                   |
| 2021年 | 民選最佳男主角   | 《把關者們》           | 海鋒   | 提名                   |
| 2021年 | 民選最佳戲劇拍檔 | 《把關者們》           | 不適用 | 提名（與黃智雯）       |

### 勁歌金曲優秀選/頒獎典禮
| 年份   | 獎項                           | 作品           | 結果 |
| 2020年 | 勁歌金曲優秀選第二回得獎金曲   | 你與你的另一半 | 獲獎 |
| 2021年 | 勁歌金曲頒獎典禮最受歡迎新人獎 | 不適用         | 獲獎 |

### 新城勁爆頒獎禮
| 年份   | 獎項     | 作品           | 結果 |
| 2020年 | 勁爆作曲 | 你與你的另一半 | 獲獎 |

### 其他
| 年份   | 獎項                                        | 劇集 / 作品                              | 角色   | 結果       |
| 1997年 | Yes!校花校草選舉 - 校草冠軍                 | 不適用                                   | 不適用 | 獲獎       |
| 2007年 | 2007年度香港先生選舉冠軍                    | 不適用                                   | 不適用 | 獲獎       |
| 2016年 | 2016年度YAHOO!搜尋人氣大獎 - 人氣急星       | 《鐵馬戰車》 《EU超時任務》 《城寨英雄》 | 不適用 | 獲獎       |
| 2018年 | 香港電視大獎2018 - 男主角獎（劇集）         | 《三個女人一個「因」》                   | 利東佳 | 得票第二名 |
| 2019年 | 第26届华鼎奖 - 中國當代題材電視劇最佳男演員 | 《鐵探》                                 | 尚垶   | 最後五強   |

## 外部連結
- 袁偉豪的新浪微博
- 袁偉豪的Instagram帳戶
- 袁偉豪新加坡官方後援會的Instagram帳戶
- 袁偉豪的小紅書帳戶
- 袁偉豪在豆瓣上的资料（简体中文）
- 袁偉豪在香港影庫上的簡介
- 香港先生競選的個人介紹網頁